# Eugnathogobius polylepis
Eugnathogobius polylepis és una espècie de peix de la família dels gòbids i de l'ordre dels perciformes.